# Eduard Enslin
Eduard Enslin (Neurenberg, 4 oktober 1879 – Rummelsberg, 26 december 1970), was een Duitse oogarts en entomoloog.

## Biografie
Enslin groeide op in Neurenberg en volgde het gymnasium. Hij studeerde van 1897 tot 1902 in Erlangen, Greifswald en München en haalde zijn artsendiploma in Erlangen. Na zijn specialisatie als oogarts, opende hij in 1906, in Fürth een oogkliniek. op gebied van de entomologie was hij vooral specialist in de bladwespen (Symphyta).
De Friedrich-Alexander Universiteit in Erlangen gaf Enslin op 4 november 1943 een eredoctoraat voor zijn baanbrekende werk op het gebied van de bladwespen. Enslin ondernam reizen naar Zuid-Europa, de Middellandse Zee, Griekenland (Corfu en Rhodos), Palestina (1927), Egypte (1934) en zelfs India (1929), waar hij insecten verzamelde.
Op latere leeftijd ging zijn gezichtsvermogen sterk achteruit en mede door een hartafwijking leefde hij een zeer teruggetrokken leven in een bejaardentehuis in Rummelsberg, waar hij overleed in 1970.
Enslin gepubliceerde meer dan 120 wetenschappelijke (vaak medische) artikelen en vier boeken. Naast bladwespen studeerde hij ook steekwespen (Aculeata). Een waardevolle wetenschappelijke bijdrage was Enslins beschrijving van de ontwikkeling en groei van bijen en wespen. Enslin beschreef ook een aantal nieuwe soorten, hij verzamelde wespen en mieren, maar ook andere insecten. Zijn waardevolle verzameling van meer dan 8000 soorten kwam terecht in de Zoologische Staatssammlung München.
- Gemeinsame Normdatei: 118684973
- International Standard Name Identifier: 0000 0000 1045 7152
- Nederlandse Thesaurus van Auteursnamen: 151947295
- Virtual International Authority File: 64801642
- WorldCat: E39PBJyGXt4CPtbtCx9VpX3RKd